# 介川アンソニー翔
介川 アンソニー 翔（すけがわ アンソニー しょう、2004年3月30日 - ）は、東京都出身のバスケットボール選手。ポジションはスモールフォワードまたはパワーフォワード。

## 経歴
アメリカ人の父と日本人の母の間に生まれる。日本とアメリカを行き来し、中学2年生の頃からカリフォルニア州サンディエゴに定住した。
2021年に新型コロナウイルスの流行もあり帰国し、開志国際高等学校に転入学。3年時に出場した第75回全国高等学校バスケットボール選手権大会ではエースとして優勝に貢献し、大会ベスト5に選出された。
高校卒業後は専修大学へ進学。2024年2月には三遠ネオフェニックスの練習に参加した。
2024年12月13日にプロ契約の特別指定選手として島根スサノオマジックに加入した。

## 代表歴
2023年の李相佰杯争奪日韓学生バスケットボール競技大会、2023年と2024年のウィリアム・ジョーンズカップに日本代表で出場した。